# Стеценко Микола Митрофанович
Мико́ла Митрофа́нович Стеце́нко (5 липня 1918, с. Куторжиха Хорольського району на Полтавщині — (1999, м. Полтава) — український дитячий письменник, журналіст, член спілки письменників України (1973).

## Біографія
Микола Митрофанович Стеценко народився 5 липня 1918 року в селі Куторжиха Хорольського району на Полтавщині у бідній селянській родині. Протягом 1937-1941 років навчався на історичному факультеті Харківського університету, але війна перервала навчання. Микола Митрофанович пішов на фронт і в 1941-1943 роках, як політпрацівник перебував в армії. М. Стеценко пройшов Західний, Сталінградський та Донський фронти. Демобілізувавшись і повернувшись до Полтави, Микола Стеценко з жовтня 1943 року наполегливо трудиться і навчається в педагогічному інституті. У вузі у нього проявилися лекторські здібності. А відтак, по закінченні навчання, у 1948 році його запрошують на посаду лектора, на якій він пропрацював довгі роки. Стеценко вважався одним із кращих лекторів-міжнародників. Одночасно займався і журналістикою, постійно друкуючи свої статті, огляди, нариси, рецензії на різні видання (в тому числі й літературні твори) в газетах і журналах. Однак талант Миколи Стеценка вагоміше проявився на літературній ниві. Із журналістики Микола Митрофанович пішов у дитячу літературу, йому таки пощастило підібрати той магічний ключик до сердець допитливої малечі. Зі своїх дитячих років, проведених у рідному селі, письменник виніс добре знання дитячої душі, дитячої психології та багатство спостережень їз селянського життя.
Цікавою і неординарною була його письменницька діяльність, та тяжка хвороба прикувала письменника до ліжка і звузила його світ до меж власної кімнати, позбавила його можливості активно і віддано працювати в літературі, і, навіть, він не в змозі був спостерігати за навколишнім життям. Помер 5 липня 1999 року. Похований у Полтаві.

## Творчість
Перше оповідання «Щасти тобі, Надійко» («У відрядженні») було надруковане в 1958 році в газеті «Зоря Полтавщини» (передруковане 1964 року в журналі «Прапор»). З того часу Микола Стеценко друкується в дитячих періодичних виданнях: в журналах «Піонерія», «Барвінок», репертуарному збірнику «Хай завжди буде сонце» (1966), «12 місяців» (1965). А оповідання «Апельсинка» в 1969 році потрапило до шкільного «Букваря».
Перша збірка оповідань письменника вийшла в 1962 році в Полтаві під назвою «Бродяга». Оцінка збірки була неоднозначною, проте письменник сприйняв критику, як урок для ще більш відповідальної праці над своїми творами. З другої книжки, що мала назву «Льончина зупинка» (1969), починається рівний творчий шлях письменника, на якому він в 1970-х роках визначився, як знавець психології дитячих душ та вправний творець книжок для дітей.
З 1969 року оповідання М. Стеценка починають перекладатися на російську мову і в цьому ж році були видані збіркою під назвою «Федькины каникулы» в Москві у видавництві «Детская література». Вийшла збірка стотисячним тиражем. У Кишеневі  ця збірочка вийшла десятитисячним тиражем і називалася «Ваканца луй Федя».  Пізніше вийшли його книжки: «Планшетка» (1971), «Заяче озеро» (1972), «Про Ірину та морозиво» (1974), «Спалах серед ночі» (1978), «Заграва» (1979), «Гіркий апельсин» (1982, 1986), «Чи добре самому» (1986), «Фокус» (1988), «В дорозі» (1988).
Окремі твори письменника перекладалися молдавською, болгарською, абхазькою та іншими мовами. З 1973 року Микола Стеценко — член Спілки письменників України. 
Чимало зворушливих оповідань про дітей написав Микола Стеценко, вмістивши їх в десятки книжечок, що ними зачитувались школярі 1960-1980-х років. Головний зміст цих творів — це боротьба між добром і злом, показ складного світу, в який мають увійти діти. Його оповідання захоплюють дітей і зараз, цікавими сюжетами, правдивим зображенням стосунків між героями творів, в них зображені кращі риси людських душ, що є добрим уроком для малечі.

## Твори
- Стеценко, Микола Митрофанович. Бродяга [Текст]: оповідання / М. М. Стеценко; худож. В. Бакало.- Полтава: Обл. кн.-газ. вид-во, 1969.- 16 с.: іл.
- Стеценко, Микола Митрофанович. В дорозі [Текст]: оповідання / М. М. Стеценко; худож. В. Гончаренко. — Київ: Веселка, 1988.- 55 с.: іл.
- Стеценко, Микола Митрофанович. Гіркий апельсин [Текст]: оповідання / М. М. Стеценко; худож. Л. Гармиза. — К.: Веселка, 1982.- 20 с.: ілюстр.
- Стеценко, Микола Митрофанович. Диво [Текст]: оповідання / М. М. Стеценко; худож. Н. Аксьонова. — Київ: Веселка, 1991.- 16 с.: іл.
- Стеценко, Микола Митрофанович. Заграва [Текст]: оповідання / М. М. Стеценко; мал. Т. Тарнавський.- Київ: Веселка, 1979.- 79 с.: іл.
- Стеценко, Микола Митрофанович. Заяче озеро [Текст]: оповідання / М. М. Стеценко.- Харків: Прапор, 1972.- 40 с.: іл.
- Стеценко, Микола Митрофанович. Планшетка [Текст]: оповідання / М. М. Стеценко; художник В. Савадов.- Київ: Веселка, 1971. — 72 с.: іл.
- Стеценко, Микола Митрофанович. Про Іринку та морозиво [Текст]: оповідання / М. М. Стеценко; худож. Н. Дмитренко. — Київ: Веселка, 1974.- 27 с.: іл.
- Стеценко, Микола Митрофанович. Фокус [Текст]: оповідання / М. М. Стеценко; худож. В. Золотарьов.- Харків: Прапор, 1988.- 47 с.: іл.
- Стеценко, Микола Митрофанович. Чи добре самому [Текст]: оповідання / М. М. Стеценко; худож. Т. Тарнавський.- Київ: Веселка, 1986.- 20 с.: іл.

## Нагороди
Микола Митрофанович Стеценко член спілки письменників України з 1973 року. Нагороджений орденами Вітчизняної війни 1-го та 2-го ступенів, почесною Грамотою Президії Верховної Ради України.